# Horn (Adelsgeschlecht, 1865)

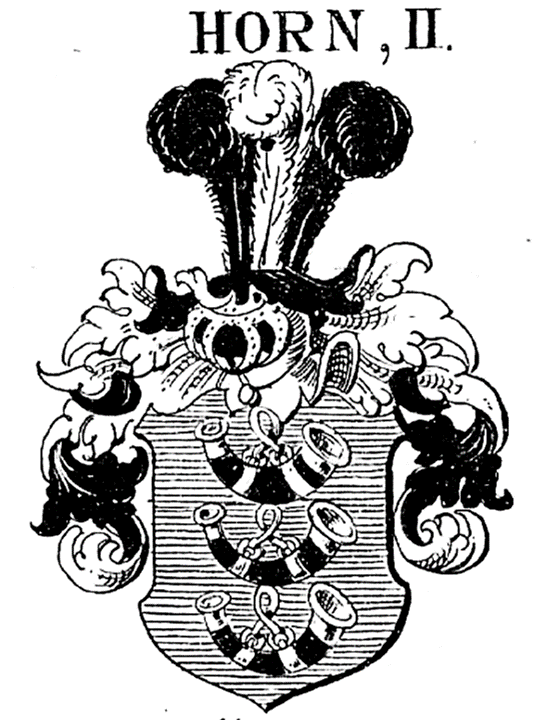
Wappen derer von Horn

Horn ist der Name eines preußischen Adelsgeschlechts, das am 28. Dezember 1865 in den preußischen Adelsstand erhoben wurde.
Die Familie ist zu unterscheiden von einer Vielzahl anderer Geschlechter namens Horn (siehe Liste der Adelsgeschlechter namens Horn).

## Geschichte
Die Stammreihe beginnt mit Sanitäts- und Generalrezeptor Ernst Wilhelm Horn (* 21. Mai 1732; † 17. April 1812). Er war der Vater des Hochschul-Professors und Chefs der medizinischen Klinik in Berlin Ernst Horn (* 24. August 1774; † 27. September 1848). Dessen Söhne Wilhelm (* 17. Februar 1803; † 19. Januar 1871) und Karl (* 26. Oktober 1807; † 18. Mai 1889) wurden 1865 unter dem Namen von Horn nobilitiert.

## Angehörige
- Karl von Horn (1807–1889), Oberpräsident der Provinzen Posen und Ostpreußen
- Karl von Horn (1833–1911), Regierungspräsidenten des Regierungsbezirks Marienwerder

## Wappen
Blasonierung: In Blau drei schwarze, rechtshin gekehrte, balkenweise gesetzte Hifthörner mit silbernen Beschlägen. Auf dem Helm drei Straußenfedern, die Mittlere silbern, die Äußeren schwarz. Die Helmdecken sind schwarz-silbern.